# 上田荘 (信濃国)
上田荘（うえだのしょう）は、信濃国小県郡（現在の長野県上田市）にあった荘園。現在の神科台地一帯にあたる。

## 歴史
承久年間のころ、大江佐房の所領となり、子の佐泰・長広らが上田氏を名乗るが、霜月騒動で没落し、北条氏の所領となる。嘉暦4年（1328年）の「諏訪大社造営目録案」にも見え（『諏訪大社上社文書』）、北条泰家から足利氏の所領となった。室町時代の文安6年（1449年）には、三善氏流太田氏が地頭となっている（「諏訪御符礼之古書」）。
文明年間の頃に海野氏が進出、戦国時代以降は武田氏の支配地となり、荘園は解体され、国衆領の一つである「海野領」の一部として纏められた。複数回にわたって諏訪大社上社の神役を勤仕し、天正7年（1579年）の造営清書帳では「海野之内上田郷」と記されている。
尚、上田城とその城下町は、隣接する常田荘の跡に建設された。